# Кольонія-Гура-Пулавська
Кольонія-Гура-Пулавська (пол. Kolonia Góra Puławska) — село в Польщі, у гміні Пулави Пулавського повіту Люблінського воєводства.
Населення — 259 осіб (2011).

## Демографія
Демографічна структура станом на 31 березня 2011 року:
|          | Загалом | Допрацездатний вік | Працездатний вік | Постпрацездатний вік |
| -------- | ------- | ------------------ | ---------------- | -------------------- |
| Чоловіки | 118     | 22                 | 82               | 14                   |
| Жінки    | 141     | 29                 | 87               | 25                   |
| Разом    | 259     | 51                 | 169              | 39                   |